# École de Bielefeld
L'école de Bielefeld est le courant historiographique dominant de l'histoire sociale allemande, dont les chefs de file se nomment Hans-Ulrich Wehler et Jürgen Kocka. Elle tient son nom de l’université de Bielefeld, à partir de laquelle elle s’est développée dans les années 1970.
Cette école incarne un courant pro-wébérien de l’histoire pensée comme science sociale, avec un programme de recherches assez proche de l’histoire structurale et quantitative développée par l’école des Annales, et notamment par Ernest Labrousse en France.
Elle décompose l’histoire pour édifier une méthode analytique et des concepts techniques, afin de pouvoir faire émerger la structure sociale propre de l’objet historique : importance accordée aux grands modèles explicatifs, contre la tradition historiciste de l’historiographie allemande du XIXe jusqu’au XXe siècle. Le comparatisme est largement utilisé. 
Cette école promeut une conception de l’histoire faisant largement appel à la théorie et aux modèles abstraits, empruntés à la philosophie et à la sociologie.